# Djabba Kouli
Djabba Kouli (ou Ndjabba Kouli) est une localité du Cameroun située dans l'arrondissement de Ndoukoula, le département du Diamaré et la région de l’Extrême-Nord. Elle fait partie du canton de Gawel.

## Population
En 1975, la localité comptait 99 habitants, dont 77 Guiziga et 22 Peuls
Lors du recensement de 2005, on y a dénombré 438 personnes.